# Henry John Kaiser
Henry John Kaiser (Sprout Brook, N.Y., EUA, 9 de maio de 1882 - Honolulu, Hawaii, EUA, 24 de agosto de 1967), industrial estadunidense. 